# منامة بطانية
| link = | هذه المقالة يمكن توسيعها اعتمادا على الترجمة في ويكيبيديا الإنجليزية. اضغط [هنا] للتعليمات. - تُعدُّ الترجمةُ الآليةُ من كوكل بمثابةِ نقطةِ انطلاقٍ مُفيدةٍ للترجمات، ولكن يَجبُ على المُترجمينَ مُراجعةُ الأخطاءِ الّتي قد تُصاحبُ الترجمةَ حسبَ الضرورة، والتأكيد على دقةِ الترجمة، بدلاً من مجردِ نسخِ النصِّ المُترجمِ آلياً إلى ويكيبيديا. - لا تُترجمِ النصَّ الذي يبدو غيرَ موثوقٍ أو مُنخفضَ الجودة. تَحقِّقْ من النص بالتأكدِ من المَراجعِ الواردةِ في المقالةِ باللغةِ الأجنبية «إذا كان ذلك مُمكناً». - يجب إضافة قالب {{صفحة مترجمة}} بعد الترجمة إلى صفحة نقاش المقالة لضمان الامتثال لحقوق النشر. - لمزيد من الإرشاد، انظر ويكيبيديا:ترجمة مقالات إلى العربية. |

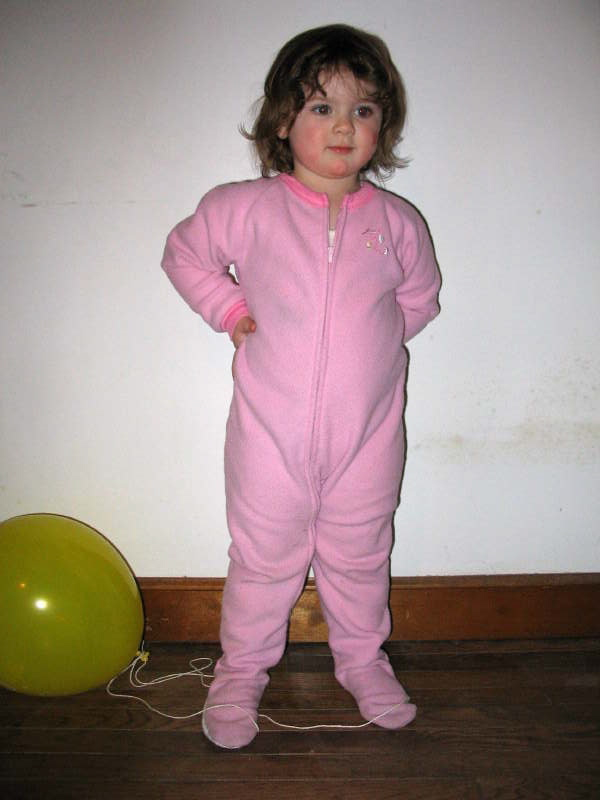
طفل يبلغ من العمر عامين مرتدي منامة بطانية.

المَنامة البطانية هي نوع من بيجامة النوم الدافئة أو بيجامة القدم (footie pajama) التي يتم ارتداؤها بشكل أساسي خلال فصل الشتاء في الولايات المتحدة وكندا، خاصةً من قبل الأطفال الصغار.[بحاجة لمصدر]
عادة، ولكن ليس دائمًا، تتكون المنامة البطانية من قطعة واحدة فضفاضة من مادة تشبه البطانية، وعادة ما تكون من الصوف، وتحيط بالجسم بالكامل باستثناء الرأس واليدين. إنه يمثل خطوة وسيطة بين البيجامات العادية أو Babygrow ، والأغطية الشبيهة بالأكياس للرضع مثل buntings أو أكياس نوم الرضع (أقسام المصطلحات والاختلافات أدناه). مثل الأغطية الشبيهة بالأكياس، صُمم غطاء السرير بحيث يكون دافئًا بدرجة كافية لجعل البطانيات العادية أو أغطية السرير الأخرى غير ضرورية حتى في الطقس البارد. على عكس هذه الأغطية فإن بطانية النوم لها أرجل متشعبة للسماح بالمشي دون عوائق (أو الزحف).
على الرغم من عدم وجود ميزة واحدة عالمية (انظر فقرة المصطلحات Terminology)، إلا أن البطانيات النائمة عادةً تتضمن ما يلي:
- هيكل من قطعة واحدة بأكمام وأرجل طويلة.
- أحذية قصير للأطفال[الإنجليزية] مرفقة تحيط بأقدام مرتديها.
- يُصنع من نسيج سميك وثقيل نسبيا.

على الرغم من أن أي ملابس نوم تحتوي على بعض أو كل هذه الخصائص يمكن أن تسمى منامة بطانية، إلا أن المصطلح يتم تطبيقه بشكل شائع على مجموعة من الأنماط التي تنحرف قليلًا نسبيًا عن نفس التصميم الأساسي. (ميزات هذا التصميم موضحة في قسم الميزات أدناه).

## سمات
غالبًا ما تتضمن ميزات بطانية النوم النموذجية ما يلي:
- عادة ما تكون مصنوعة من نسيج صناعي مجوف، مثل البوليستر أو الصوف القطبي، ومع ذلك تتوفر أيضًا بطانيات نائمة مصنوعة من أقمشة طبيعية أثقل مثل القطن وهي ليست شائعة في أمريكا الشمالية بسبب اللوائح الصارمة المتعلقة بقابلية الاشتعال.
- مقاس فضفاض. في الأحجام الأصغ يمكن جعل منطقة الورك فضفاضة بشكل خاص لاستيعاب الحفاض. عادة ما يتم قطع المُنفَرَج بشكل منخفض بشكل خاص.
- الأكمام راجلان.
- ياقة مضلعة وأساور معصم مريحة.
- تُصنع عادةً بلون واحد أو أكثر من الألوان الصلبة والمشرقة، أو تُطبع بالشاشة الحريرية بتصميمات رسومية. قد تكون هناك لوحة أمامية ذات تصميم مطبوع واحد ومتقن، إما تغطي الصدر أو تشكل الجزء الأمامي بالكامل من الجذع والساقين. قد تكون الأكمام بلون مختلف عن بقية الملابس. تظهر الخطوط في بعض الأحيان، في أغلب الأحيان على الياقة والكفات.
- نعل القدم مصنوع من قماش الفينيل (الأبيض عادةً) المبطن بلباد (صناعي)، لتحسين المتانة ومقاومة الانزلاق. يمكن أن يكون هذا الفينيل صلبًا بسطح خشن أو قماش منقط بالفينيل مثل )Jiffy Grip).
- أغطية اختيارية لأصابع القدم: مصنوعة من نفس نسيج باطن القدم، وتغطي الجزء الأمامي العلوي من القدم، لتحسين المتانة.
- مرن لجعل أجزاء الساق مريحة حول الكاحلين.
- سحّاب يمتد عموديًا على الجزء الأمامي من الثوب، من فتحة الرقبة إلى الكاحل الداخلي أو الأمامي لإحدى الساقين (عادةً اليسرى)، مصمم لتسهيل ارتدائه وخلعه. في مقاسات المراهقين والبالغين، عادةً ما يمتد السحاب من الرقبة إلى الحوض.
- قماش فوق السَّحَّابُ: حيث يلتقي السَّحَّابُ بفتحة الرقبة. هذه عبارة عن قطعة صغيرة من القماش تمت حياكتها على قطعة الملابس على أحد جانبي السحاب (عادةً الجانب الأيمن)، ويتم تثبيتها على الجانب الآخر باستخدام قفل سريع، وهي مصممة لمنع الانزعاج تلامس السحاب بذقن مرتديها. وكذَلك منع وصول إلى السَّحَّابُ.
- زخرفة: زخرفية اختيارية على جانب واحد من الصدر (عادةً الجانب الأيسر).
- كَبُّوت او قلنسوة، وهو غطاء الرأس، اختياري.
- قفازات [خطأ: تحقق من وسيط ورمز اللغة] (Mitten) أو قفازات بلا اصابع مفصلة (mitts)، اختيارية (بشكل أساسي للرضع وملابس النوم).

على الرغم من أن الشباب يرتدون البطانيات النائمة في المقام الأول، إلا أن الأطفال في سن المدرسة والمراهقين وحتى البالغين يرتدونها أيضًا (بترتيب تنازلي للمقاسات). (انظر <b>الأحجام والاختلافات بين الجنسين والتوافر</b> أدناه).
على الرغم من القدمين، يتم استخدام الملابس المكونة من قطعة واحدة في مجموعة متنوعة من الأقمشة والأنماط تستخدم في العديد من البلدان كملابس نوم للرضع، وهو النطاق المحدد من الأنماط التي يرتبط بها عادةً مصطلح بطانية نائمة، والمصطلح نفسه، على الرغم من أن الأطفال الأكبر سنًا يرتدون أقدامًا، وتتركز ملابس النوم المكونة من قطعة واحدة في العالم الغربي.